# Chlum (Východolabská tabule, 338 m)
Chlum (338 m n. m.) je vrch v okrese Hradec Králové Královéhradeckého kraje. Leží asi 0,5 km jihozápadně od vsi Chlum, vrcholem na katastrálním území Chlumu a západními svahy na území vsí Lípa a Dlouhé Dvory.
Vrch byl jedním z hlavních dějišť bitvy u Hradce Králové roku 1866. Tuto událost připomíná Muzeum války 1866 (pobočka Muzea východních Čech) v severozápadní části vrcholové plošiny, pruský vojenský hřbitov v její jižní části, ossarium a četné pomníky.

## Geomorfologické zařazení
Geomorfologicky vrch náleží do celku Východolabská tabule, podcelku Chlumecká tabule a okrsku Libčanská plošina, jehož je to nejvyšší bod.